# Rush!
Rush! (estilizado em maiúsculas) é o terceiro álbum de estúdio do grupo de pop rock italiana Måneskin, lançado em 20 de janeiro de 2023, através da gravadora Epic Records. Este álbum seria precedido pelos singles "Mammamia", lançado em 8 de outubro de 2021, "Supermodel", lançado em 13 de maio de 2022, "The Loneliest", lançado no dia 8 de outubro do mesmo ano, e "Gossip", lançado três dias antes do lançamento do álbum. O grupo faria turnês para a promoção do álbum e seu predecessor, Teatro d'ira: Vol. I (2021), no Loud Kids Tour no final de 2022, com as turnês europeias agendadas para o início do ano de 2023.

## Antecedentes e gravação
Durante o período de gravação, onde, parcialmente, gravaram com o sueco Max Martin em Los Angeles, gravariam "provavelmente 50" faixas para o álbum. Måneskin revelaram que estavam se preparando para a produção e lançamento de seu "álbum de estréia internacional" do grupo, ao lado de Martin e equipe de MXM and Wolf Cousins, incluindo Savan Kotecha e Mattman & Robin, extensivamente, após encontrá-los no ano anterior. O single "Supermodel", no qual trabalharam com Martin e Rami Yacoub, estrearia ao vivo durante a final do Festival Eurovisão da Canção de 2022. A banda posteriormente revelaria uma canção do álbum, de nome "Gasoline", escrita em apoio à Ucrânia após a invasão russa de 2022, também composta pela equipe. Eles seriam, também, influenciados, durante o processo de escrita e gravação após escutar canções do Radiohead, com a baixista Victoria De Angelis afirmando que Måneskin "tentou experimentar um pouco mais com o som. Nós escutamos um monte de Radiohead onde eles usam vários pedais". Damiano David, vocalista do grupo, disse: "Eu acredito que a inspiração que nós conseguimos com o Radiohead serviu para focarmos em criar um mundo específico para cada música. Isso é algo que eles fazem muito, muito bem, então a gente tentou criar essas atmosferas incríveis. Eles realmente criam uma imagem do que você está escutando, e isso nos deu inspiração.
O quarteto anunciou o álbum no último dia de outubro de 2022 e, subsequentemente, em 15 de dezembro daquele ano, revelaram a lista de faixas. O álbum constitui-se de uma série de quatorze faixas em inglês e mais três no idioma italiano, incluindo a faixa "favorita dos fãs", que seria usada de conjunção em apresentações, "Gasoline", assim como outra faixa que debutou nos concertos, "Kool Kids". Em entrevista com a revista Entertainment Weekly, David explicaria a inclusão de faixas em italiano:

Porque nós sentimos que a parte da música italiana é uma parte muito importante para nós e nossa cultura e nosso passado. Nós não queríamos que a música italiana ficasse aqui e ali em algum momento na lista de faixas. Nós queríamos criar um bloco que representasse a fundação onde construímos tudo em volta daquilo.— Damiano David sobre Rush!

## Singles
"Mammamia" seria liberada como principal single deste álbum em 8 de outubro de 2021. Os segundo e terceiro singles, "Supermodel" e "The Loneliest", seguindo em maio e outubro de 2022, respectivamente. Em 13 de janeiro de 2023, houve o lançamento do quarto single "Gossip". Um single promocional, entitulado "La fine" foi lançado em dezembro de 2022.

## Recepção e críticas
| Críticas profissionais                                                      | Críticas profissionais |
| Pontuações agregadas                                                        | Pontuações agregadas   |
| Fonte                                                                       | Avaliação              |
| --------------------------------------------------------------------------- | ---------------------- |
| AnyDecentMusic?                                                             | 6.8/10                 |
| Metacritic                                                                  | 71/100                 |
| Avaliações da crítica                                                       |                        |
| Fonte                                                                       | Avaliação              |
| Clash                                                                       | 7/10                   |
| The Daily Telegraph                                                         | [ 17 ]                 |
| Evening Standard                                                            | [ 18 ]                 |
| Gigwise                                                                     | [ 19 ]                 |
| The Guardian                                                                | [ 20 ]                 |
| The Independent                                                             | [ 21 ]                 |
| The Irish Times                                                             | [ 22 ]                 |
| Kerrang!                                                                    | 4/5                    |
| NME                                                                         | [ 24 ]                 |
| Pitchfork                                                                   | 2.0/10                 |
| Esta tabela precisa de ser acompanhada por texto em prosa. Consulte o guia. |                        |

Rush! recebeu críticas geralmente favoráveis dos críticos musicais. No agregador de resenhas Metacritic, que atribui uma classificação ponderada de 100 às resenhas dos críticos convencionais, o álbum tem uma pontuação média de 71 com base em 14 resenhas. O agregador AnyDecentMusic? deu 6,8 de 10, com base em sua avaliação do consenso crítico. Rho Chung do The Skinny opinou que o álbum "captura perfeitamente a sensação de autenticidade espontânea que o torna um show único". Escrevendo para a Kerrang!, Sam Law sentiu que a banda "ainda é totalmente imparável" quando "explora a exuberância juvenil e a excentricidade ardente que os trouxe até aqui em primeiro lugar". Robin Murray do Clash considerou o álbum "exaustivo e cansativo" e "a palavra definitiva neste improvável fenômeno do rock — na melhor das hipóteses, é um lembrete feroz de como o gênero pode ser divertido". 
David Browne, para a Rolling Stone, acrescentou que "o ridículo da maior parte do Rush!" é uma demonstração de como Måneskin "só consegue confirmar como o hard rock & roll tem que trabalhar hoje em dia para ser notado". Chamando o projeto de "golpe mais amplo" da banda, Browne apreciou a produção de Max Martin, que "sabe como contornar um gancho", e o renascimento da "novidade new wave impassível e sem expressão".  Alexis Petridis, resenhando o álbum ao The Guardian, escreveu que Måneskin capturou suas influências e as tornou "genuinamente coerentes" no projeto, com um resultado "estranhamente sincero". Petridis observou que o que falta ao projeto é compensado com "entusiasmo" e "Se esse entusiasmo ocasionalmente se transforma em uma ânsia enjoativa de agradar, na maioria das vezes é contagiante".  Annabel Nugent do The Independent descobriu que ao longo do álbum é difícil conseguir um momento "em que você não se divirta", descobrindo que, no entanto, na primeira audição soa "amorfo". 
Lauren Murphy, do The Irish Times, escreveu que "como uma coleção de canções de rock de nível superficial e emocionantes", o álbum é "mais do que útil", chamando-o de "uma tentativa de garantir a posição de Måneskin em territórios estrangeiros" com "assuntos de língua inglesa esguios", embora "liricamente pouco inventivo". Murphy observou que no álbum a banda parece ciente "que nunca teríamos ouvido falar deles se não fosse pelo perfil oferecido pelo Eurovisão". Revendo o álbum para The Atlantic, Spencer Kornhaber não ficou impressionado com o Rush! em comparação com os esforços anteriores da banda, escrevendo que "não é um caso muito forte de que o apelo da banda seja sua música". Kornhaber apontou que "a redundância do álbum tem o estranho efeito de questionar a volta das guitarras! narrativa que a banda aparentemente convida", rotulando as canções de "claramente recicladas" e "descaradamente medíocres". Jeremy D. Larson, do Pitchfork, rejeitou o álbum, chamando-o de "absolutamente terrível em todos os níveis concebíveis: vocalmente irritante, liricamente sem imaginação e musicalmente unidimensional. É um álbum de rock que soa pior quanto mais alto você o toca." 
Sarah Taylor, da Gigwise, julgou a banda "jogando pelo seguro com as letras deste álbum, exagerando sua estética rebelde e comprometendo a beleza lírica de faixas anteriores como 'Torna a casa' e 'Coraline'", sugerindo que "alguns de suas canções são todas estilo e nenhuma substância". Taylor observou que as três faixas cantadas em italiano são algumas das "mais frenéticas e emocionantes" do disco.  Por outro lado, os críticos musicais italianos observaram que as faixas em italiano são as menos funcionais musical e liricamente.

## Lista de faixas
| Rush! (álbum de estúdio) |                                  |                                       |         |  |
| N.º                      | Título                           | Produtor(es)                          | Duração |  |
| 1.                       | "Own My Mind"                    | Captain Cuts Enrico Brun [c]          | 3:11    |  |
| 2.                       | "Gossip" (featuring Tom Morello) | Måneskin Fabrizio Ferraguzzo Brun [c] | 2:48    |  |
| 3.                       | "Timezone"                       | Sly Rami                              | 2:59    |  |
| 4.                       | "Bla Bla Bla"                    | Måneskin Ferraguzzo Brun [c]          | 3:04    |  |
| 5.                       | "Baby Said"                      | Sly Rami                              | 2:44    |  |
| 6.                       | "Gasoline"                       | Sly Rami                              | 3:41    |  |
| 7.                       | "Feel"                           | Mattman & Robin                       | 2:47    |  |
| 8.                       | "Don't Wanna Sleep"              | Sly Rami                              | 2:36    |  |
| 9.                       | "Kool Kids"                      | Måneskin Ferraguzzo                   | 2:43    |  |
| 10.                      | "If Not for You"                 | Sly Rami Martin                       | 3:14    |  |
| 11.                      | "Read Your Diary"                | Sly Rami Martin                       | 2:30    |  |
| 12.                      | "Mark Chapman"                   | Måneskin Ferraguzzo Brun              | 3:40    |  |
| 13.                      | "La fine"                        | Måneskin Ferraguzzo                   | 3:20    |  |
| 14.                      | "Il dono della vita"             | Måneskin Ferraguzzo                   | 3:44    |  |
| 15.                      | "Mammamia"                       | Måneskin Ferraguzzo                   | 3:06    |  |
| 16.                      | "Supermodel"                     | Sly Rami Martin                       | 2:28    |  |
| 17.                      | "The Loneliest"                  | Måneskin Ferraguzzo                   | 4:07    |  |
| Duração total:           | Duração total:                   | Duração total:                        | 52:42   |  |

| Faixa bônus da edição japonesa |                |                     |         |  |
| N.º                            | Título         | Produtor(es)        | Duração |  |
| 18.                            | "Touch Me"     | Måneskin Ferraguzzo | 3:47    |  |
| Duração total:                 | Duração total: | Duração total:      | 56:29   |  |

| Disco 2 de edição limitada exclusivo no Japão: Live at Toyosu Pit 2022.8.18 |                         |         |  |
| N.º                                                                         | Título                  | Duração |  |
| 1.                                                                          | "Zitti e buoni"         | 4:37    |  |
| 2.                                                                          | "In nome del padre"     | 5:03    |  |
| 3.                                                                          | "Mammamia"              | 4:15    |  |
| 4.                                                                          | "Beggin'"               | 3:45    |  |
| 5.                                                                          | "Coraline"              | 5:11    |  |
| 6.                                                                          | "Supermodel"            | 2:28    |  |
| 7.                                                                          | "For Your Love"         | 6:11    |  |
| 8.                                                                          | "Touch Me"              | 5:58    |  |
| 9.                                                                          | "Le parole lontane"     | 5:13    |  |
| 10.                                                                         | "I Wanna Be Your Slave" | 6:34    |  |
| Duração total:                                                              | Duração total:          | 49:15   |  |

## Créditos
Måneskin
- Damiano David – vocais
- Victoria de Angelis – contrabaixo, vocais de apoio
- Thomas Raggi – guitarra
- Ethan Torchio – bateria

## Desempenho nas tabelas musicais
| Chart (2023)                             | Peak position |
| ---------------------------------------- | ------------- |
| Australian Albums (ARIA)                 | 27            |
| Áustria (Ö3 Austria Top 40)              | 1             |
| Bélgica (Ultratop Flandres)              | 1             |
| Bélgica (Ultratop Valônia)               | 1             |
| Canadian Albums (Billboard)              | 10            |
| República Tcheca (ČNS IFPI)              | 1             |
| Dinamarca (Hitlisten)                    | 13            |
| Países Baixos (Dutch Charts)             | 1             |
| Finnish Albums (Suomen virallinen lista) | 4             |
| França (SNEP)                            | 1             |
| Alemanha (Offizielle Deutsche Charts)    | 3             |
| Greek Albums (IFPI)                      | 1             |
| Hungria (MAHASZ)                         | 1             |
| Icelandic Albums (Plötutíðindi)          | 22            |
| Irlanda (Official Irish Albums)          | 16            |
| Italian Albums (FIMI)                    | 1             |
| Japão (Oricon)                           | 8             |
| Japanese Combined Albums (Oricon)        | 10            |
| Japanese Hot Albums (Billboard Japan)    | 10            |
| Lithuanian Albums (AGATA)                | 1             |
| Noruega (VG-lista)                       | 6             |
| Polish Albums (ZPAV)                     | 3             |
| Portugal (AFP)                           | 1             |
| Escócia (Official Scottish Albums)       | 3             |
| Slovak Albums (ČNS IFPI)                 | 1             |
| Espanha (PROMUSICAE)                     | 2             |
| Suécia (Sverigetopplistan)               | 8             |
| Suíça (Schweizer Hitparade)              | 1             |
| Reino Unido (Official Albums Chart)      | 5             |
| Reino Unido (UK Rock & Metal Albums)     | 2             |
| US Billboard 200                         | 18            |
| US Top Alternative Albums (Billboard)    | 1             |
| US Top Rock Albums (Billboard)           | 4             |
| US Top Hard Rock Albums (Billboard)      | 2             |

## Certificações
| Região | Certificação | Vendas  |
| --- | ------------ | ------- |
| Itália (FIMI) | Ouro         | 25,000* |
| *números de vendas baseados somente na certificação ‡vendas+valores de streaming baseados somente na certificação |              |         |